# Halkorivier
Halkorivier (Zweeds – Fins: Halkojoki) is een rivier annex beek, die stroomt in de Zweedse gemeente Kiruna. De rivier ontstaat op de noordelijke hellingen van de Halkorova, een heuvel. Ze stroomt naar het noorden, krijgt indirect water uit het Halkomeer en mondt uit in de Kaarerivier. Ze is ongeveer vijf kilometer lang.
Afwatering: Halkorivier → Kaarerivier → Muonio → Torne → Botnische Golf